# Pettineo
Pettineo é uma comuna italiana da região da Sicília, província de Messina, com cerca de 1.544 habitantes. Estende-se por uma área de 30 km², tendo uma densidade populacional de 51 hab/km². Faz fronteira com Castel di Lucio, Mistretta, Motta d'Affermo, Reitano, San Mauro Castelverde (PA), Tusa.

## Demografia
| Variação demográfica do município entre 1861 e 2011                               |
|                                                                                   |
| Fonte: Istituto Nazionale di Statistica (ISTAT) - Elaboração gráfica da Wikipedia |